# Bataille de Nashville
Guerre de Sécession
Batailles
Campagne de Franklin-Nashville
- Allatoona
- Decatur
- Johnsonville
- Columbia
- Spring Hill
- Franklin
- 3e Murfreesboro
- Nashville
- Anthony's Hill

La bataille de Nashville est une bataille de la guerre de Sécession qui se déroule les 15 et 16 décembre 1864, dans le comté de Davidson au Tennessee.
Lors de la marche à la mer du général Sherman, l'armée confédérée du Tennessee menace la ligne de communication nordiste. Pour parer cette menace, des forces fédérales commandées par le général Thomas vont mener une série de combats contre les sudistes, série connue sous le nom de campagne de Franklin-Nashville.
La bataille de Nashville est le dernier épisode de cette campagne qui voit une victoire écrasante de l'Armée de l'Union. En parlant du général sudiste, l'historien David Eicher pourra écrire : « Si Hood, à Franklin, inflige à son armée une blessure mortelle, il la met à mort deux semaines plus tard à Nashville ».
Cette bataille est aussi la dernière majeure livrée sur le théâtre des opérations ouest. Elle marque enfin la disparition des armées confédérées sur ce théâtre.

## Contexte

### Contexte géographique

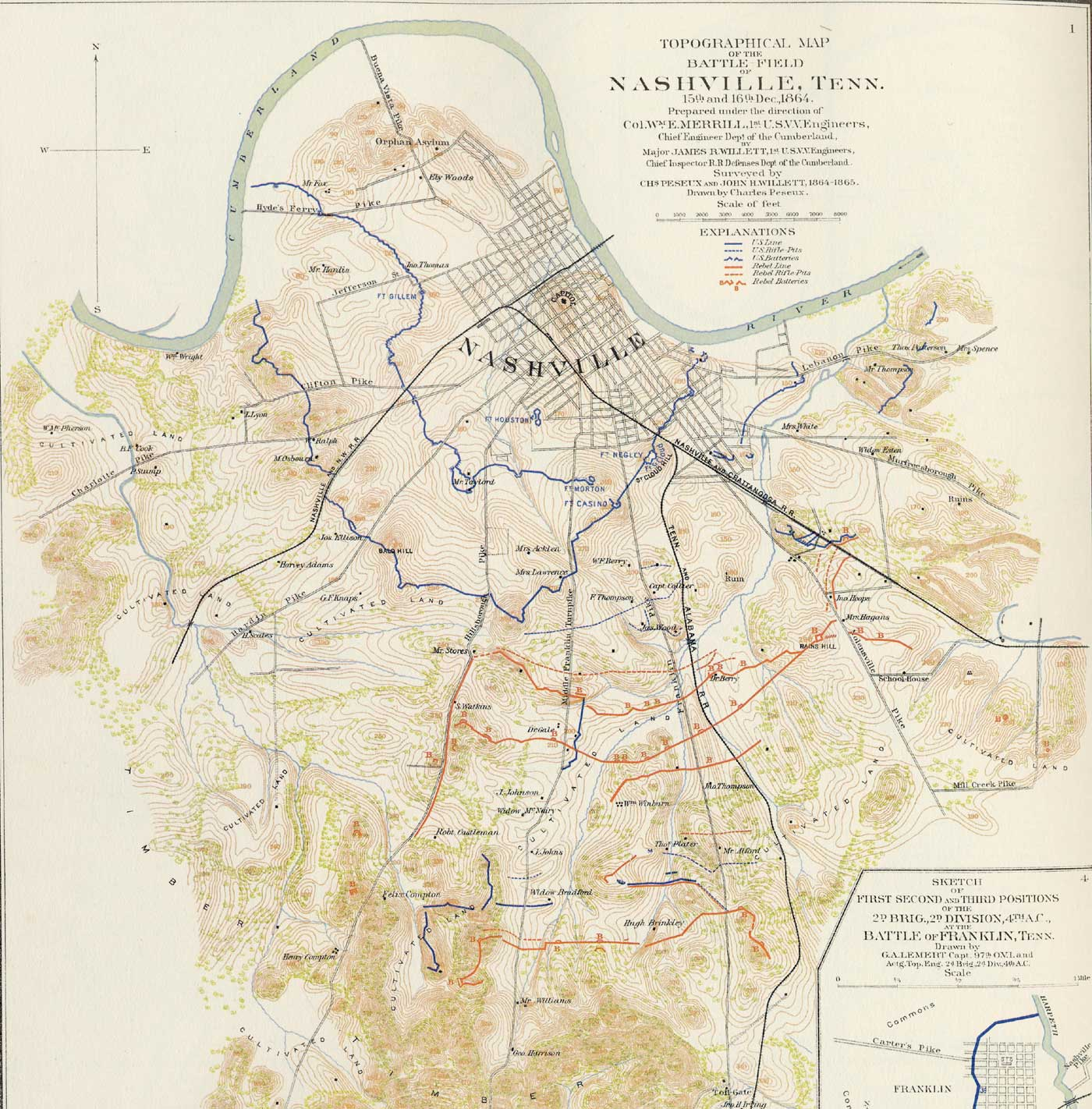
Carte de Nashville et des lieux des combats, 1864.

Important nœud de communication du Tennessee, Nashville est située dans une boucle de la rivière Cumberland, sur sa rive sud (rive gauche). Plusieurs lignes de chemin de fer y convergent ainsi que de nombreuses routes.
Cette ville a été prise aux Sudistes dès 1862. Quartier-général du département militaire de la Cumberland, elle sert de base d'opérations pour les armées fédérales et comprend de nombreux dépôts de ravitaillement, et des installations industrielles utiles à l'effort de guerre (port, industries métallurgiques, etc.). C'est de cette ville que le général Sherman a lancé son offensive vers Atlanta.

### Contexte militaire
Après la chute d'Atlanta, l'armée sudiste de John Bell Hood se replie vers l'Alabama. Elle se retrouve ainsi en position pour remonter au nord et attaquer la ligne de communication de l'armée nordiste opérant en Géorgie. Pour ce faire, Nashville, occupée par les fédéraux depuis février 1862, est un objectif de choix.
L'armée sudiste est arrivée le 2 décembre devant Nashville. Son effectif étant trop faible pour espérer emporter de vive force son objectif, Hood choisit de prendre une posture défensive et d'attendre l'attaque nordiste qui ne manquera pas de se produire. Il sera alors en mesure d'obtenir, en inversant les rôles, le résultat de la bataille de Franklin : l'attaquant sera décimé par le feu du défenseur. Et ce dernier pourra ensuite s'emparer de la ville.
Hood commet cependant une erreur tactique quand, le 5 décembre, il se prive de près du quart de son effectif en envoyant Nathan B. Forrest avec 2 divisions de cavalerie et 2 brigades d'infanterie, attaquer Murfreesboro.

#### Plan nordiste
Pour éviter de distraire des forces importantes du front de Géorgie, les nordistes vont chercher à créer une force capable de s'opposer avec succès à la menace sudiste. Organisée autour du 3e corps d'armée aguerri, cette nouvelle structure, qui ne portera jamais le nom d'armée, va collecter tous les effectifs disponibles de la région. Les garnisons les plus au sud seront évacuées et seul un rideau de troupes doit observer les mouvements de l'adversaire. Dans les premiers jours de décembre, l'armée sudiste se présente devant Nashville. Elle va immédiatement se retrancher, au sud-est de la ville. Les nordistes attendent d'être suffisamment forts pour passer à l'attaque. En particulier, il faut équiper, voire entraîner les troupes disponibles, fournir des chevaux à la cavalerie. À partir du 8, le gel interdit toute opération. Les nordistes attendent un redoux pour agir.
Le Haut commandement nordiste s'inquiète de la passivité apparente de Thomas. Leur crainte est que Hood n'en profite pour passer la Cumberland et remonter au nord. Des échanges de courrier de plus en plus acides ont lieu entre Grant et Washington, d'une part, et Thomas, d'autre part. La décision de relever Thomas de son commandement sera même prise mais une providentielle rupture des lignes télégraphiques avec l'arrivée d'un temps plus clément ne permettront pas de la mettre en œuvre avant le début de la bataille.
Le plan prévu par Thomas est très napoléonien. Il prévoit de fixer son adversaire par une attaque de l'aile gauche, puis un débordement par l'aile droite en utilisant sa cavalerie pour augmenter la largeur du coup de faux.

#### Plan sudiste
À la suite de la saignée subie à la bataille de Franklin, l'armée du Tennessee compte une trentaine de milliers d'hommes. La cavalerie de Forrest compte environ 6 000 cavaliers (leurs adversaires les estiment deux fois plus nombreux). Le grand nombre d'officiers de tous rangs mis hors de combat à Franklin a une autre conséquence. Beaucoup d'unités sudistes sont maintenant commandées par des officiers promus à des postes pour lesquels ils n'ont pas d'expérience et qui ne connaissent pas leurs troupes.
Estimant important d'isoler Nashville, Hood envoie la majeure partie de sa cavalerie et de l'infanterie, attaquer, 28 milles (45,06 km) plus à l'est, la ville de Murfreesboro, occupée par les troupes fédérales, et détruire toutes les lignes de chemin de fer qu'il sera possible d'approcher. Ce faisant, le général sudiste affaiblit son armée de plusieurs milliers d'hommes. Cette force détachée étant de surcroit inférieure en nombre à la garnison nordiste qu'elle devait combattre. À sa décharge, il faut noter que des renforts venant de l'ouest du Mississippi avaient été promis à Hood.
Les troupes sudistes ne sont pas assez nombreuses pour tenir la totalité du terrain, de la rive de la Cumberland en amont de Nashville à la même rive en aval. Le gros de l'armée occupe une ligne de 3 milles (4,83 km) de long, plutôt concave, ancrée sur deux collines. Les soldats vont établir des abattis et construire des fortifications de campagne. Sur le flanc gauche, 5 redoutes sont construites. Elles sont prévues pour deux à quatre canons et une centaine d'hommes. Elles sont tournées vers l'ouest et n'offrent pas de protection sur leur arrière. Entre la gauche du dispositif fortifié et la rivière, 4 milles (6,44 km), le terrain est défendu par les deux brigades de cavalerie sudiste et quelques canons. Conscient de l'aspect illusoire de cette défense, Hood renforcera d'une brigade d'infanterie les cavaliers de Chalmers. Mais cette brigade, Ector, composée essentiellement de cavaliers démontés et commandée maintenant par le colonel Coleman, qui a subi de grosses pertes à Franklin, n'aligne que quelque 700 hommes.

## Forces en présence
Les forces fédérales alignent près de 55 000 hommes, parmi lesquelles 2 brigades de soldats noirs. L'Armée du Tennessee (sudiste) n'aligne, pour sa part, que moins de 30 000 hommes.

### Forces nordistes

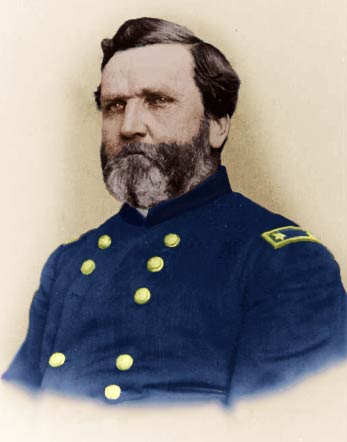
Le général George H. Thomas.

Elles sont commandées par le Major General (MG) George H. Thomas. Il ne s'agit pas à proprement parler d'une armée mais plutôt d'un amalgame d'unités disparates, autour d'un noyau de deux corps d'armée venu  d'Atlanta et d'un troisième du Missouri. L'effectif total des forces fédérales s'élève à près de 55 000 hommes
- IVe Corps d'armée (Brigadier General (BG) Thomas J. Wood)

Il vient de l'armée de la Cumberland, entité sous le commandement de Sherman.
- XXIIIe Corps d'armée (MG John M. Schofield).

Aussi connu sous le nom de Armée de l'Ohio, ce corps vient de la force commandée par Sherman en Géorgie.
- Détachement de l'Armée du Tennessee (MG Andrew J. Smith).

Ces troupes, le XVIe Corps, viennent du Missouri. Elles sont aguerries et arrivent à Nashville, par bateau, le 1er décembre.
- Détachement temporaire du District militaire de l'Etowah (MG James B. Steedman)

Il s'agit de divers détachements, comme les régiments de troupes noires U.S.C.T. auparavant affectées à la surveillance des lignes de chemin de fer de la région et qui sont récupérées. Steedman prépare, avec 5 200 hommes, un raid contre la ligne de ravitaillement de Hood quand le contrordre lui parvient à Cowan. Dans la nuit du 30 novembre, il embarque ses troupes vers Nashville. Le premier train démarre à 7 heures le 1er décembre, le dernier sera intercepté par les cavaliers de Forrest. Les troupes de Steedman n'ont jamais participé à une bataille rangée.
- Garnison de Nashville (BG John F. Miller)

Elle compte environ 4 000 hommes.
- - Unités non endivisionnées.

4 régiments d'infanterie, 2 bataillons d'infanterie et un "corps de réserve de Vétérans".
- - Artillerie de la place.

11 batteries d'artillerie.
- Quartermaster's Division (BG James L. Donaldson).

Elle est normalement chargée de l'intendance (Nashville est un grand centre de dépôts pour l'Armée de l'Union). Mais ses personnels vont être armés et devoir occuper les tranchées pour libérer les troupes.
- Corps de cavalerie (MG J. H. Wilson).

4 divisions (7 brigades, 28 régiments), 4 batteries d'artillerie.
Sur le papier, la force est conséquente : 12 500 cavaliers. Mais elle comprend une bonne partie de cavaliers sans chevaux . Pour prendre un exemple, Nashville est la destination de tous les cavaliers démontés des troupes agissant sous Sherman qui y sont envoyés pour se rééquiper et retrouver une monture. La difficulté à laquelle aura à faire face Wilson et, au-dessus de lui, Thomas, sera de dénicher le maximum de chevaux pour avoir un corps de cavalerie digne de ce nom. La remonte de ses cavaliers sera un des arguments utilisés par Thomas pour justifier son retard à lancer l'offensive réclamée par Washington. Il estime avoir absolument besoin d'une cavalerie suffisante pour contrer celle de Forrest.

### Forces sudistes

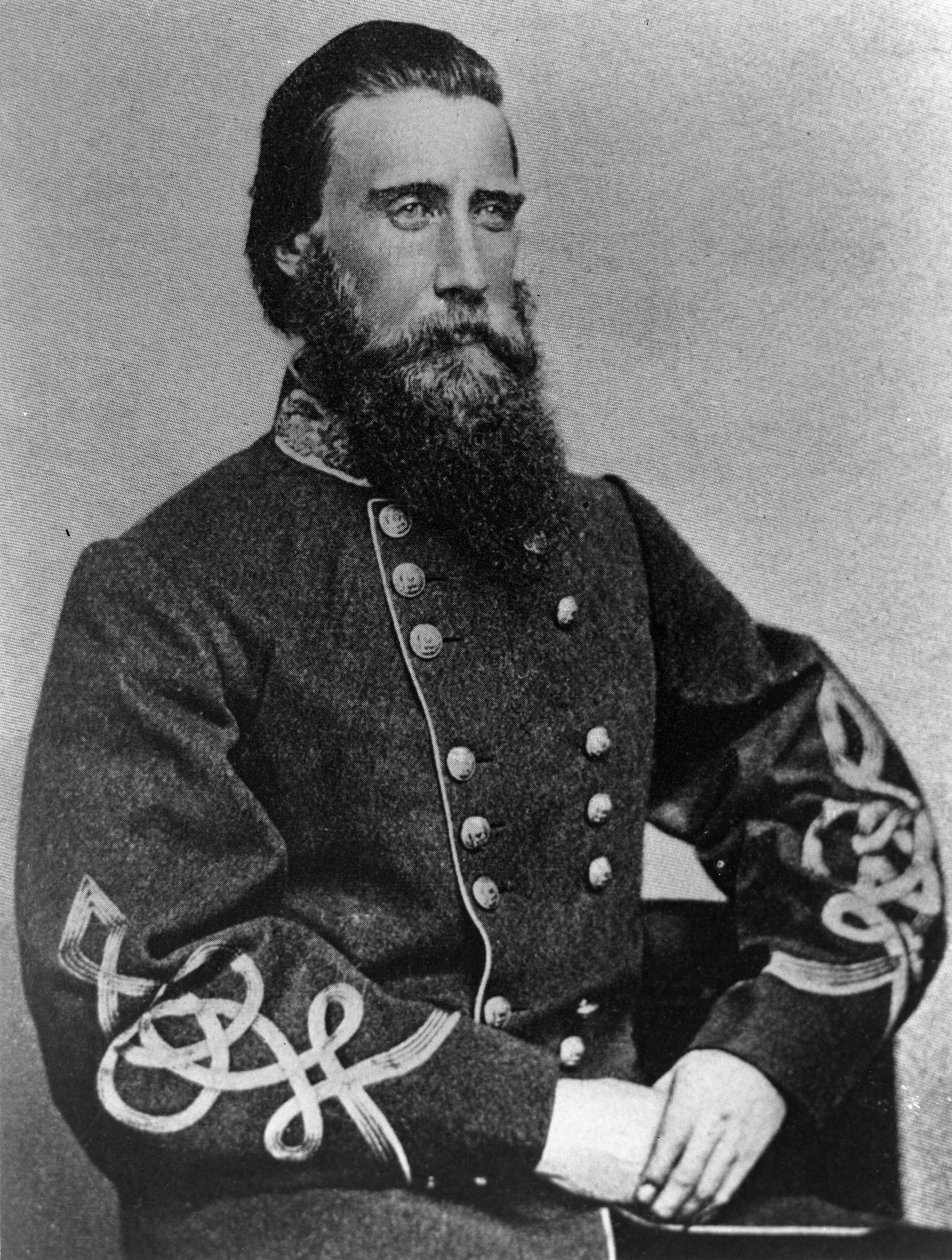
Le général John B. Hood.

Elles sont commandées par le lieutenant-général John Bell Hood. Elles alignent environ 25 000 hommes.
- Corps du lieutenant général (LG) Stephen D. Lee

3 divisions (9 brigades), 9 batteries d'artillerie.
- Corps du LG Alexander P. Stewart

3 divisions (8 brigades), 9 batteries d'artillerie.
- Corps du MG Benjamin F. Cheatham

3 divisions (10 brigades), 9 batteries d'artillerie.
- Corps de cavalerie (MG Nathan B Forrest)

Théoriquement forte de trois divisions, la cavalerie sudiste ne comporte devant Nashville que celle du BG Chalmers (2 brigades). Forrest, avec le gros de la cavalerie, a été envoyé par Hood à Murfreesboro, quelques dizaines de kilomètres à l'est de Nashville.

## Déroulement du combat

### Situation au 14 décembre
- Dispositif sudiste
- Dispositif nordiste

### Actions du 15 décembre

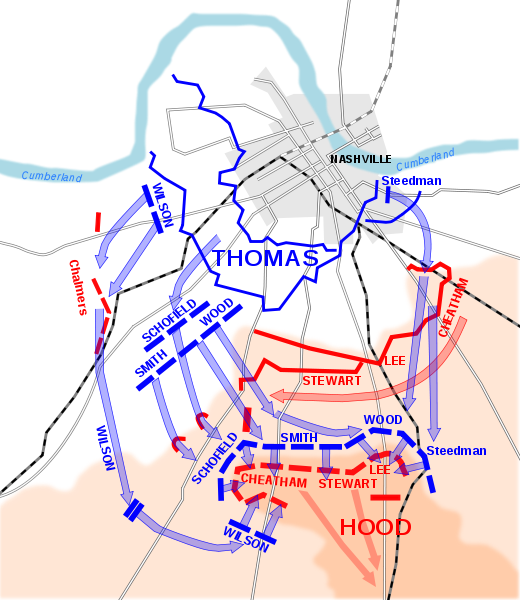
Schéma de la bataille de Nashville (1864), donnant les positions respectives des protagonistes (1er et 2e jours) et les attaques nordistes (2e jours).
sudistes
nordistes

L'attaque nordiste planifiée par Thomas débute à 4 heures du matin, mais un épais brouillard retarde les mouvements jusque vers 8 heures.
Le premier coup est porté par la division Steedman contre le flanc droit des positions sudistes. Parmi les attaquants, deux brigades U.S.C.T. sont composées de soldats Noirs qui n'ont jamais combattu. Leurs courageuses attaques occuperont la division Cheatham et la droite sudiste toute la journée.
L'attaque principale des fédéraux se déroule sur le flanc gauche du dispositif sudiste. Elle est portée par unités des généraux Smith, Wood et Hatch, ce dernier étant à la tête d'une brigade de cavaliers démontés. Les unités sudistes défendant l'aile gauche ne peuvent s'opposer à l'attaque nordiste, principalement du fait de l'absence des forces envoyées avec Forrest vers Murfreesboro. L'aile gauche sudiste recule vers le sud-est et, vers midi, les nordistes occupent des positions parallèles à la route nommée « Hillsboro Pike ». Plus au centre, Wood se prépare à attaquer Montgomery Hill.
Hood est conscient de la menace qui pèse sur la partie gauche de son dispositif. il donne l'ordre à Lee d'envoyer des renforts pour soutenir Stewart. Mais la division du BG Beatty prend d'assaut la colline de Montgomery Hill.
Vers 13 heures, le front sudiste présente maintenant un saillant que Thomas fait attaquer par Wood, avec Schofield et Wilson en soutien. Pour éviter d'être submergés, les troupes sudistes reculent, de manière plus ou moins ordonnée, devant l'assaut, se repositionnant vers la route « Granny White Turnpike ». La cavalerie nordiste, sous les ordres de Wilson, ne sera pas en mesure de contrarier ce mouvement, une bonne partie de son effectif combattant à pied au côté des brigades d'infanterie.
Au soir, Hood fait reculer tout son dispositif pour l'ancrer sur les collines de Brentwood Hills, entre une colline nommée Crampton Hill et une autre, Overton Hill. Son front est ainsi raccourci et couvre une ligne possible de retraite, par les routes « Granny White Pike » et « Franklin Pike ». Toute la nuit, les sudistes vont organiser le terrain, cherchant à fortifier leur position.

### Actions du 16 décembre
Les nordistes se préparent à reprendre leurs attaques contre la ligne sudiste qui s'étend maintenant sur un peu plus de 3 kilomètres. Thomas a prévu de renouveler la tactique utilisée la veille, attaquer le flanc droit pour le fixer puis envelopper la gauche par un vaste mouvement tournant.
La mise en place nordiste est lente et ce n'est que vers la mi-journée que les escarmouches entre avant-postes cèdent la place aux attaques fédérales. Les unités de Wood et Steedman attaquent la partie droite du dispositif sudiste mais sans pouvoir venir à bout de leur résistance. Sur le flanc gauche, les cavaliers de Wilson, opérant à pied réussissent à contourner les positions sudistes.
Vers 16 heures, l'aile gauche sudiste se retrouve assaillie de front, de flanc et par derrière par les cavaliers de Wilson. Les troupes de Cheatham cèdent et fuient. Les nordistes en profitent pour relancer leurs assauts contre l'aile gauche qui s'effondre à son tour. La tombée de la nuit, associée à de fortes pluies glacées, permet aux troupes sudistes d'entamer leur retraite vers Franklin.
Pendant la nuit du 16 décembre, ce qui reste de l'armée de Hood se dirige vers Franklin par deux routes, Franklin Pike et Granny White Pike. Rucker ayant émoussé pour l'instant la poursuite fédérale sur Granny White Pike, la principale poursuite est menée par la cavalerie fédérale sur Franklin Pike. L'arrière garde de Lee repousse ces attaques.

## Conséquences

### La retraite sudiste
La bataille de Nashville est une des victoires les plus décisives du conflit. La formidable Armée du Tennessee disparaît en tant que force combattante constituée. Elle entre en campagne avec plus de 30 000 hommes et en sort avec moins de 20 000.
Les nordistes poursuivent l'armée en retraite. Mais le temps pluvieux de ce mois de décembre et le ralliement des troupes de Forrest le 18 décembre permet aux sudistes de protéger leurs arrières et d'effectuer leur retraite vers la Duck, puis vers le fleuve Tennessee qu'ils traversent le 25 décembre, sans que la cavalerie nordiste soit en mesure de transformer leur retraite en déroute. Ce jour-là, 25 décembre, Forrest prend l'avantage sur les cavaliers de Wilson à la bataille de Anthony's Hill.

### Conséquences sur le front ouest
La bataille de Nashville marque la fin de l'Armée du Tennessee en tant que force combattante. Ses dernières unités constituées rejoindront l'armée de Lee ; elle met également un terme à la carrière de Hood, qui rejette la responsabilité de la défaite sur ses subordonnés et ses soldats. Arrivé à Tupelo, Mississippi, il demande à être relevé de son commandement, le 13 janvier 1865, et n'exerce plus de commandement effectif, sa dernière mission, lever une nouvelle armée au Texas, est interrompue par la fin du conflit.

### Conséquences sur le conflit
La disparition de la seconde armée sudiste scelle le destin de l'armée de Virginie du nord du général Lee et, partant, de la Confédération.